# Delflopion
Delflopion est un cultivar de pommier domestique.

## Origine
Delbard, France.

## Parenté
Champion × Florina

## Description
Utilisation: Pomme à couteau

## Culture
Maladies: Très forte résistance aux races communes de tavelure (porteur Vf).

Maturité: seconde moitié d'août.